# 合囊蕨目
合囊蕨目（学名：Marattiales）又名莲座蕨目，是真蕨綱下的一类植物。包括2个科，即已灭绝的Psaroniaceae和现存的合囊蕨科。